# 潘瑟布蘭奇鎮區 (北卡羅萊納州韋克縣)
潘瑟布蘭奇鎮區（英語：Panther Branch Township）是位於美國北卡羅萊納州韋克縣的一個鎮區。

## 地方資料
潘瑟布蘭奇鎮區的面積為101.30平方千米，當中陸地面積為98.67平方千米，而水域面積為2.63平方千米。根據2020年美國人口普查的數據，當地共有人口29192人，而人口密度為每平方千米288.17人。